# Formel E
Formel E, (engelska: ABB FIA Formula E Championship), är en racingserie sanktionerad av Fédération Internationale de l'Automobile (FIA). Formel E är den högsta klassen som kör med eldrivna formelbilar. Serien grundades 2012 och första säsongen kördes 2014/2015. Sedan 2020 har serien världsmästerskapsstatus av FIA.

## Bilarna
Samtliga stall kör med likadana chassi från tävlingsbiltillverkaren Dallara, Spark-Renault SRT_01E. Karossen ger lägre marktryck än en Formel 1-bil för att öka räckvidden och markfrigången är förhållandevis hög, 7,5 centimeter, för att bilarna ska klara de ojämna stadsbanorna. Antisladdsystem är förbjudet.
Elmotorn är utvecklad och byggd av McLaren och är i stort sett likadan som den i McLaren P1. Elmotorns maxeffekt är 272 hästkrafter men under loppen tillåts endast 204 hästkrafter (245 med fanboost). Ljudet från motorerna är endast 80 decibel, jämfört med 130 från Formel 1-bilarna. Acceleration 0-100 km/h går på 3 sekunder och toppfarten är 225 km/h.
Batterierna i Formel E-bilarna tillverkas av Williams F1-stall. Kraven från det Internationella Bilsportsförbundet (FIA) var att litiumjonbatterierna skulle få plats i Spark-Renault-chassit, att batteripaketet skulle väga max 200 kg, att de skulle kunna leverera max 200 kW och ha en användbar kapacitet på max 28 kWh, vilket räcker till 20-30 minuters körning. Batteripaketet är inkapslat i en brandsäker och vätskekyld låda som är en del av den bärande konstruktionen. 
Samtliga däck som används i Formel E tillverkas av den franska däcktillverkaren Michelin. Endast en däcktyp är tillåten, ett allvädersdäck som används på både torrt och blött underlag. Däcket har mönster, till skillnad från Formel 1 som har släta däck. Fälgarna är större än i de flesta andra racingserier, hela 18 tum stora, för att rulla lättare. Däckvärmare är inte tillåtna.

## Tävlingshelgen
En tävlingshelg i Formel E, som benämns ePrix, skiljer sig från många andra serier. En av skillnaderna är att både träning, kvalificering och lopp körs på samma dag (lördag), jämfört med Formel 1 där det är fördelat på tre dagar (fredag-söndag). 
- På morgonen körs två träningspass, det första på 45 minuter och det andra på 30 minuter. Under träningarna har förarna tillgång till båda bilarna och det är tillåtet att göra förändringar på bilarna. Full effekt får användas.
- Efter den andra träningen följer kvalificeringen. Under kvalificeringen bestäms startordningen i dagens lopp. Startordningen bestäms i kvalet genom tiden på förarens varvtid. Föraren med bästa tiden får stå främst på startgriden, det vill säga i pole position, och får även tre mästerskapspoäng för resultatet. Full effekt får användas.
- På eftermiddagen startar tävlingen. Loppet, som startar med stående start, pågår i ungefär en timme och innehåller ett obligatoriskt depåstopp för att byta bil. Bilbytet sker i depån och innebär att varje förare byter till en bil med fulladdat batteri för att kunna köra hela distansen. I loppet får endast 204 hästkrafter användas (245 med fanboost).
- Från och med säsongen 2018/19 används Gen2-bilar, vilket innebär att endast en bil används under lopp.

## Säsonger och mästare
| Season  | Förarmästare      | Förarmästare              | Förarmästare              |                | Teammästare           | Teammästare          |
| Season  | Förare            | Team                      | Bil                       | Team           | Bil                   |                      |
| ------- | ----------------- | ------------------------- | ------------------------- | -------------- | --------------------- | -------------------- |
| 2014–15 | Nelson Piquet Jr. | NEXTEV Team China Racing  | Spark-Renault SRT_01E     | Renault e.dams | Spark-Renault SRT_01E |                      |
| 2015–16 | Sébastien Buemi   | Renault e.dams            | Spark-Renault Z.E 15      | Renault e.dams | Spark-Renault Z.E 15  |                      |
| 2016–17 | Lucas di Grassi   | ABT Schaeffler Audi Sport | Spark-ABT Schaeffler FE02 |                | Renault e.dams        | Spark-Renault Z.E 16 |

## Övrigt
- För att bilbytet ska ske säkert finns en minimitid som varje förare måste tillbringa i depån, om det inte följs blir föraren bestraffad med drive-through-straff.
- Serien består av två separata mästerskap, ett förarmästerskap och ett teammästerskap. Mästare blir den som under säsongen har samlat flest poäng sammanlagt i tävlingarna. Vinnaren får 25 poäng, tvåan 18, trean 15, fyran 12, femman 10, sexan 8, sjuan 6, åttan 4, nian 2 och tian 1 poäng. Den föraren som är snabbast i kvalet får 3 poäng och den som sätter tävlingens snabbaste varv får 2 poäng för det. Som mest kan en förare ta 30 poäng per tävlingshelg.
- Innan loppet finns en tävling mellan förarna om vilka tre som vinner en så kallad fanboost. Att vinna fanboost innebär att man får 40 extra hästkrafter under fem sekunder i de båda bilarna. På den officiella Formel E-webbplatsen finns en omröstning där fans kan rösta på de tre förarna som man vill ska få fanboost. De tre förarna med flest röster får tillgång till denna funktion.